# Steve Webster (Rennfahrer)

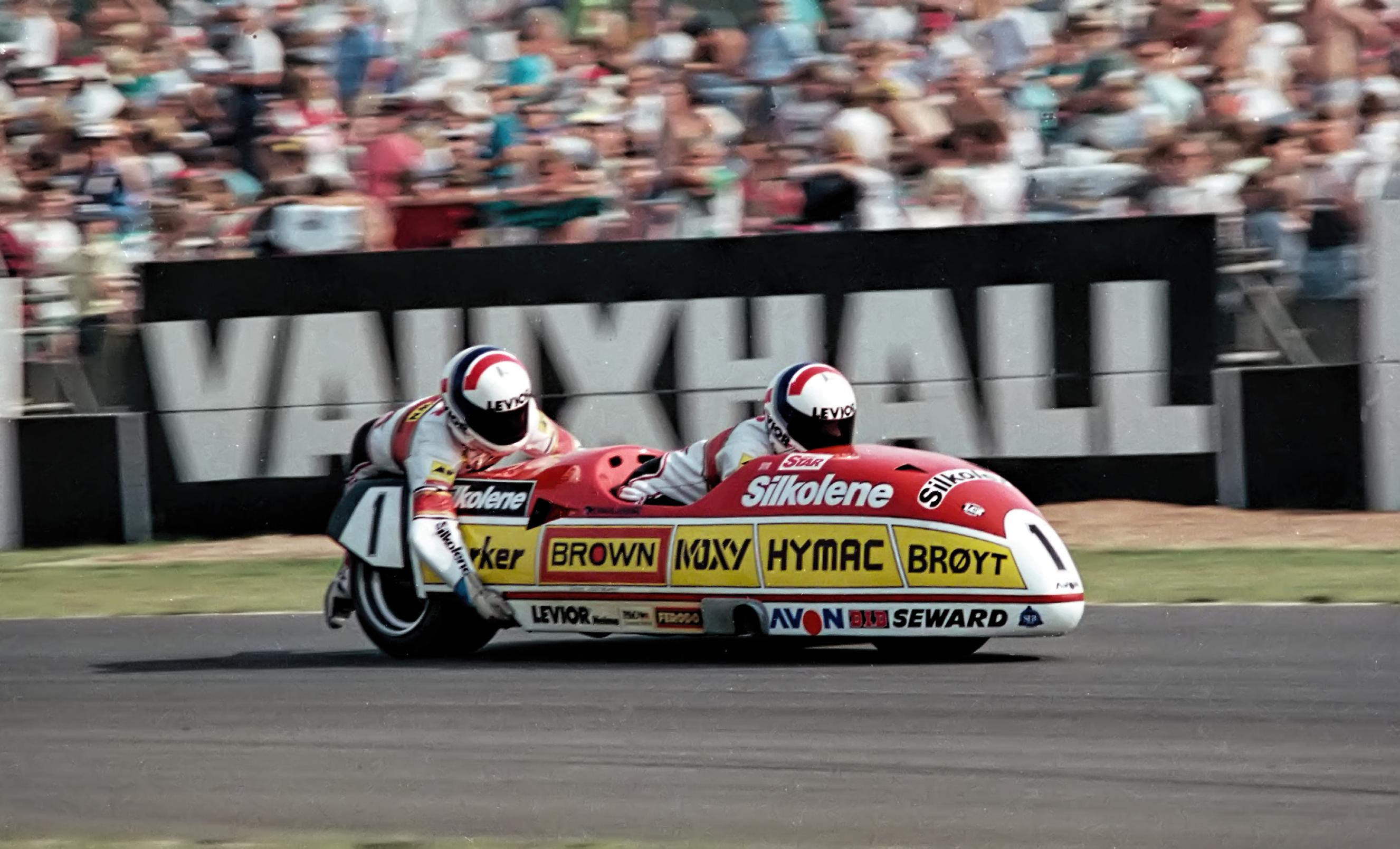
Webster/Hewitt auf LCR-Krauser beim Großen Preis von Großbritannien 1989

Steve Webster MBE (* 7. Januar 1960 in Easingwold, North Yorkshire, England) ist ein ehemaliger britischer Motorradrennfahrer und zehnfacher Weltmeister in der Gespann-Klasse.
Webster fuhr im Alter von 19 Jahren erste Rennen. 1983 stieg er in die Motorrad-Weltmeisterschaft ein und gewann 1987 mit Partner Tony Hewitt auf einer LCR-Yamaha seinen ersten von insgesamt zehn Weltmeistertiteln. Von 181 WM-Rennen konnte Webster 62 als Sieger beenden. Er belegte außerdem 37 zweite und 27 dritte Plätze und holte 82 Pole-Positions. Die ersten 23 seiner Siege fuhr Webster im Rahmen der Motorrad-Weltmeisterschaft ein, die weiteren 39 fanden im Rahmen der seit 1997 im Rahmenprogramm der Superbike-Weltmeisterschaft ausgetragenen FIM Sidecar World Championship statt. Außer Hewitt kamen noch Gavin Simmons, David James und Paul Woodhead im Seitenwagen zum Einsatz.
Webster ist Member of the British Empire.

## Weltmeisterschaften
| Jahr                   | Motorrad    |
| ---------------------- | ----------- |
| 1987, 1988, 1989, 1991 | LCR-Krauser |
| 1997                   | LCR-ADM     |
| 1998                   | LCR-Honda   |
| 1999, 2000, 2003, 2004 | LCR-Suzuki  |